# En lisant en écrivant
En lisant en écrivant est un recueil de fragments et de notes de Julien Gracq, publié en 1980.
Il s'agit de textes tirés des cahiers de l'auteur, sur le modèle déjà utilisé pour Lettrines. Mais à la différence de ce dernier, En lisant en écrivant est centré sur une problématique unique : celle d'un écrivain qui écrit en lisant, et qui lit en écrivant. Ce choix d'un thème de réflexion unique n'est pas dû à une sélection a posteriori de fragments dans les différents cahiers de l'auteur, mais a précédé, et donc conditionné l'écriture de l'ouvrage. 
Divisé en chapitres, dont l'intitulé est rappelé dans la table des matières, il s'agit du recueil le plus explicitement structuré de l'auteur. Michel Murat classe ces chapitres en trois catégories :
- la première comprend les chapitres de réflexions sur les rapports qu'entretient la littérature avec les arts visuels (cinéma et peinture) ;
- la seconde constitue une poétique centrée sur les rapports entre lecture et écriture, l'écrivain et sa langue, les propriétés du genre romanesque ;
- enfin une troisième catégorie esquisse une histoire partielle de la littérature, à travers ces deux genres littéraires que sont le roman (envisagé de Stendhal à Proust) et la poésie (de Baudelaire au surréalisme[3]).

Toutefois, remarque Bernhild Boie, ces chapitres ne font pas système. C'est ainsi par exemple que l'on retrouve les noms de Stendhal et de Proust ailleurs que dans les chapitres dans le titre desquels ils apparaissent : « des associations surgissent, des fils se nouent là où rien ne présageait l'enchaînement », explique-t-elle.
À sa parution, la critique sera pour la première fois unanime à louer l'ouvrage d'un auteur dont elle réévalue la place au sein de la littérature française de son temps.
Gracq, dans sa réflexion, déplore un certain affaiblissement du plaisir romanesque avec l’âge. C’est un topos du récit d’enfance que de mettre en avant l’intensité des premières lectures et l’emportement imaginaire qu’elles suscitent. Que l’on songe à la place des Pardaillan dans Les Mots de Sartre ou à Rocambole dans Enfance de Sarraute.

## Éditions
- Julien Gracq, En lisant en écrivant, Paris, José Corti, 1980  (ISBN 2-7143-0303-X)
- Julien Gracq, Œuvres complètes II, Paris, Gallimard, Bibliothèque de la Pléiade, 1995 (édition établie sous la direction de Bernhild Boie)  (ISBN 9782070112876)